# Mariela Antoniska
Mariela Andrea Antoniska (20. svibnja 1975.) je argentinska hokejašica na travi. Igra na položaju vratarke, a svojim igrama je izborila mjesto u argentinskoj izabranoj vrsti. 
Po struci je liječnica. 

## Sudjelovanja na velikim natjecanjima
Osvojila je više odličja, među ostalim srebrno odličje na OI 2000. u Sydneyu i brončano odličje na OI 2004. u Ateni.